# Александровка (Братский район)
Александровка — село в Братском районе Иркутской области России. Входит в состав Тангуйского муниципального образования. Находится на берегу залива Тангуй Братского водохранилища, примерно в 85 км к юго-юго-западу (SSW) от районного центра, города Братска, на высоте 408 метров над уровнем моря.

## Население
По данным Всероссийской переписи, в 2010 году численность населения села составляла 594 человек (287 мужчин и 307 женщин).
| 2002 | 2010 | 2011 | 2012 |
| ---- | ---- | ---- | ---- |
| 673  | ↘594 | ↘591 | ↘583 |

## Улицы
Уличная сеть села состоит из 9 улиц и 1 переулка.